# 饒軫
饒軫（？—？），廣東省嘉應直隸州人，清朝政治人物、進士出身。
光緒十八年（1892年），参加光緒壬辰科殿試，登進士二甲101名。同年五月，以主事分部学习。